# Le Vol d'Icare
Le Vol d'Icare is een stalen achtbaan in het Franse attractiepark Parc Astérix.

## Algemene informatie
Le Vol d'Icare opende in 1994 in het Griekse parkdeel van Parc Astérix en werd gebouwd door de Duitse attractiebouwer Zierer.
De achtbaan wordt aangedreven door een wieloptakeling en maakt gebruik van 5 achtbaantreintjes met ieder 2 wagons die ieder plaats bieden aan 2 rijen van 2 personen. De ingezetenen worden beveiligd door een metalen beugel bevestigd aan de zijkant van de wagon. De capaciteit van de achtbaan is 1150 personen per uur. De achtbaan is gethematiseerd rond het verhaal van Icarus.
De naam van de attractie, in vertaling de vlucht van Icarus verwijst naar de mythe van Icarus, de zoon van de ontwerper Daedalus die met veren aan zijn schouders met was vastgemaakt vloog en neerstortte toen hij te dicht bij de zon kwam omdat de was smolt.